# Thomisus obtusesetulosus
Thomisus obtusesetulosus là một loài nhện trong họ Thomisidae.
Loài này thuộc chi Thomisus. Thomisus obtusesetulosus được Carl Friedrich Roewer miêu tả năm 1961.